# Bahnhof Burgau (Schwaben)

Der Bahnhof Burgau (Schwaben), bahnamtlich abgekürzt Burgau (Schwab), ist der einzige Bahnhof in der Stadt Burgau und liegt an der Bahnstrecke Augsburg–Ulm.

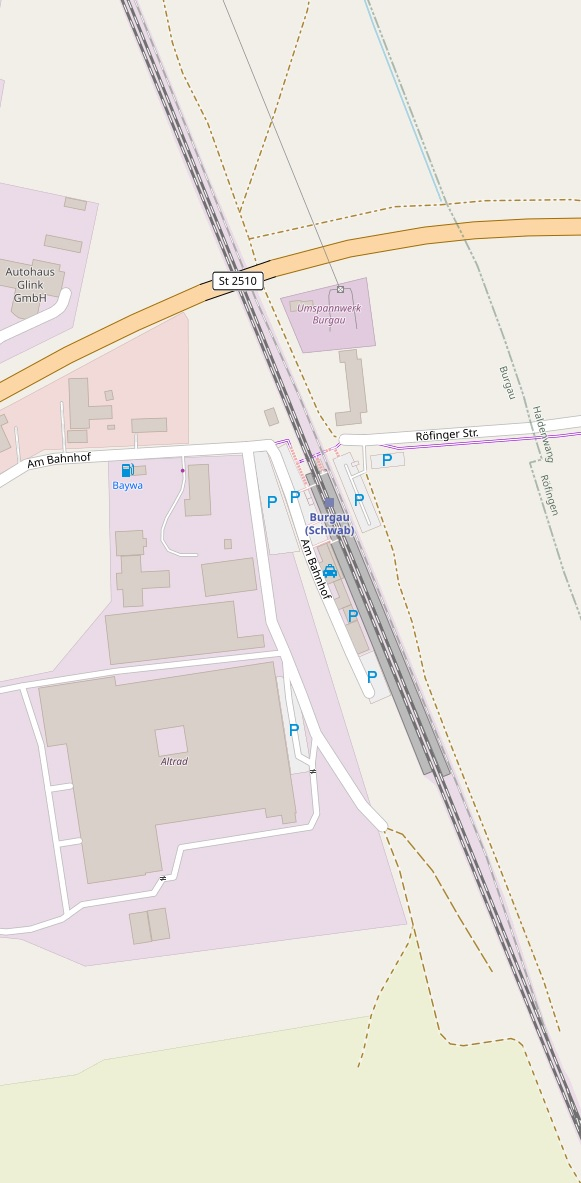
Übersicht Bahnhof Burgau (Schwaben)

## Geschichte
Am 26. September 1853 nahmen die Königlich Bayerischen Staatseisenbahnen der Streckenabschnitt Burgau–Neu-Ulm in Betrieb. Mit dem Lückenschluss Dinkelscherben–Burgau wurde die Station schließlich am 1. Mai 1854 vom Endbahnhof zum Durchgangsbahnhof. 1868 wurde das heutige, bahnlinks gelegene, Empfangsgebäude mit der Anschrift Am Bahnhof 16 errichtet, das grundlegend erhalten blieb.
Zur Abgrenzung vom Bahnhof Burgau (Oststeiermark) an der Bahnstrecke Bierbaum–Neudau erhielt der Bahnhof den Klammerzusatz Bayern. Spätestens 1939 hieß der Bahnhof Burgau (Schwaben).
1940 wurden im Bahnhof drei mechanische Stellwerke, eine Befehlsstelle der Bauform Siemens & Halske 1912 und zwei Wärterstellwerke der Bauform Einheit in Betrieb genommen.
Im April 1940 eröffnete ein Kiosk, der 1997 geschlossen wurde. 1951 schaffte die Deutsche Bundesbahn die Morsegeräte ab.
1969 wurden die mechanischen Stellwerke durch ein Relaisstellwerk der Bauform Sp Dr S 60 ersetzt. Während des Umbaus wurde das Wärterstellwerk Stw 1 als Bauzustand kurzzeitig zum Fahrdienstleiterstellwerk. Im selben Jahr unterstellte die Deutsche Bundesbahn den Bahnhof Jettingen mit dem Haltepunkt Freihalden der Dienststelle Burgau. Der Güterschuppen wurde 1970 geschlossen. 1972 waren noch 52 Personen in der Dienststelle beschäftigt. Als 1991 die stationierte Kleinlokomotive abgezogen wurde, gab es in Burgau keinen örtlichen Güterverkehr mehr. Später wurden alle Gleise, die für den Güterverkehr genutzt wurden, zurückgebaut.
Das Relaisstellwerk wurde zum 5. Dezember 2010 durch ein elektronisches Stellwerk ersetzt, das vom elektronischen Stellwerk Gessertshausen aus der Betriebszentrale München ferngesteuert wird und den Bahnhof Offingen fernstellt sowie zudem das Stellwerk Jettingen ersetzte.
Im Rahmen des Bahnprojektes Ulm–Augsburg ist der Neubau einer Verbindungskurve zwischen dem Bahnhof Burgau und der ebenfalls geplanten Schnellfahrstrecke vorgesehen.

## Lage/Ausstattung
Der Bahnhof befindet sich am östlichen Rand von Burgau. Er besitzt drei Gleise an zwei Bahnsteigen. Der Bahnhof verfügt westlich und östlich über Fahrrad- und Autoparkplätze. Die Bahnsteige sind mit einer Unterführung verbunden und haben eine Länge von 255 m.

## Bedienung
| Linie | Verlauf                                       | Frequenz                                                                       | Betreiber      |
| ----- | --------------------------------------------- | ------------------------------------------------------------------------------ | -------------- |
| RE9   | Ulm – Burgau (Schwab) – Augsburg ( – München) | stündlich bis Augsburg, zweistündlich bis München, Zusatzzüge im Berufsverkehr | Arverio Bayern |

Mit dem Abschluss des Bahnprojektes Ulm–Augsburg ist ein zusätzliche Regional-Express-Linie über Zusmarshausen mit möglichem Halt in Burgau angekündigt.